# 李尹桑
李尹桑（1882年—1945年），原名燊，字茗柯、酩柯、榠柯、師實、尹桑，以字行，號壺父、璽齋、鉥齋、秦齋、若虛、朱華、公之佗，中国篆刻家、画家，和黄宾虹是好友，主要活跃于广东，其子李步昌也是篆刻家。

## 生平
他是江蘇吳縣（今蘇州）人，出生于1882年十一月初六，其父喜好文玩，他自小随父亲定居广州番禺。他在家排行第七，自幼与四兄雪濤、六兄若日师从黃士陵。中年，他随谭延闿北上，游历于东南各省，结交了黄宾虹、易大厂、黄少牧等好友。37岁时，他和鄧爾雅、易孺等十餘人在廣州建立濠上印學社。

## 作品
他早年师从黃士陵，以汉印为基础，1918年至1933年转而研究古玺、砖瓦文，晚年研究金文、古币文。
他的作品包括：
- 《大同石佛龕鉨印稿》
- 《大同石佛龕印存》
- 《李茗柯鉨印留真》
- 《古鉨集存》
- 《秦齋魏齋鉨印合稿》（与易孺合著）